# چکش اشمیت
چکش اشمیت (به انگلیسی: Schmidt hammer) که با نام چکش سوئیسی نیز شناخته می‌شود. چکشی برگشت‌پذیر است که برای سنجش ویژگی‌های ماده‌های کشسان و به ویژه سنجش مقاومت فشاری، مقاومت خمشی، و مدول یانگ بتن و سنگ به‌کار می‌رود.

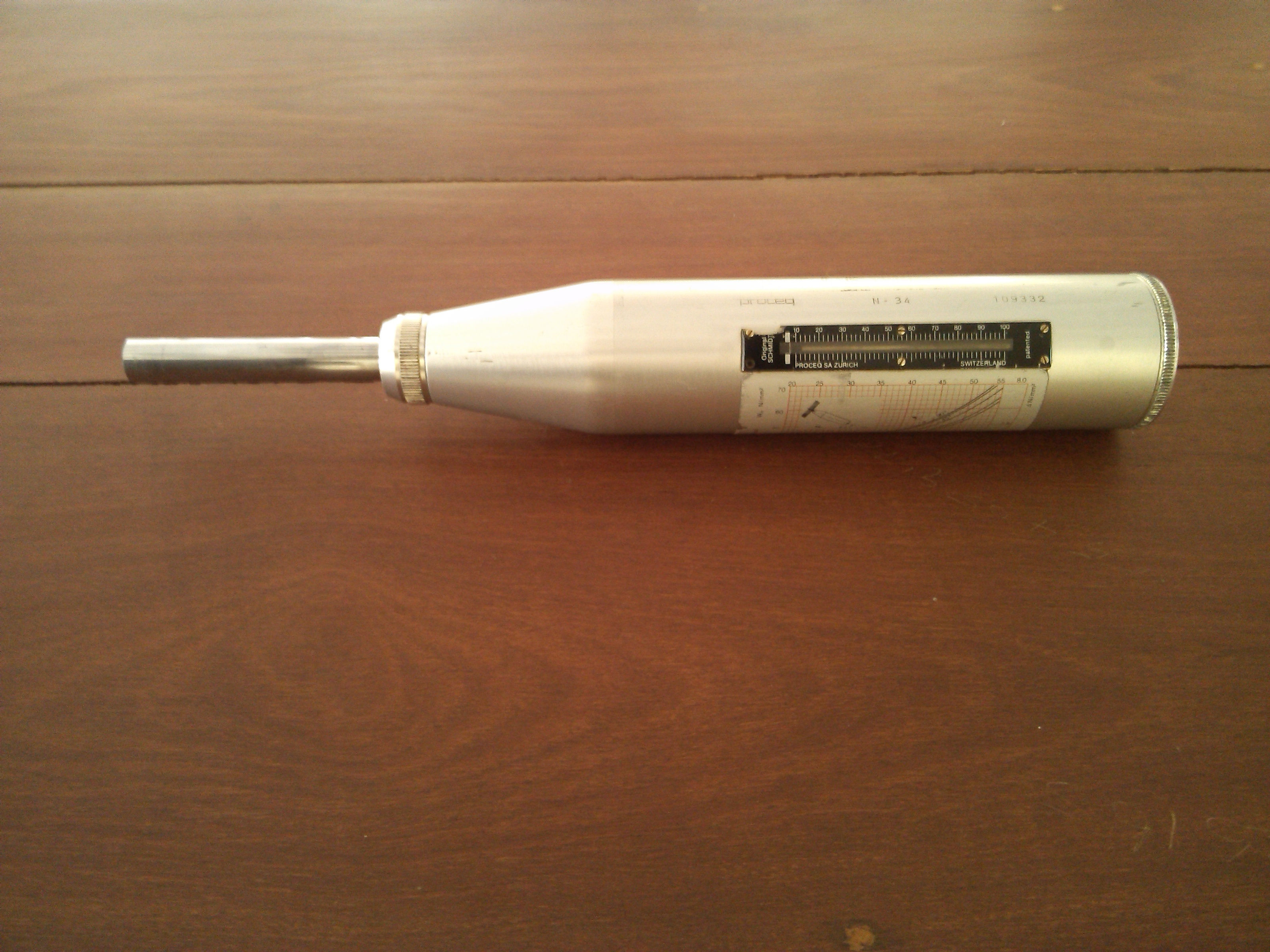

## تاریخچه
چکش اشمیت در سال ۱۹۵۴ (میلادی) توسط مهندس سوئیسی ارسنت اشمیت ساخته شد.

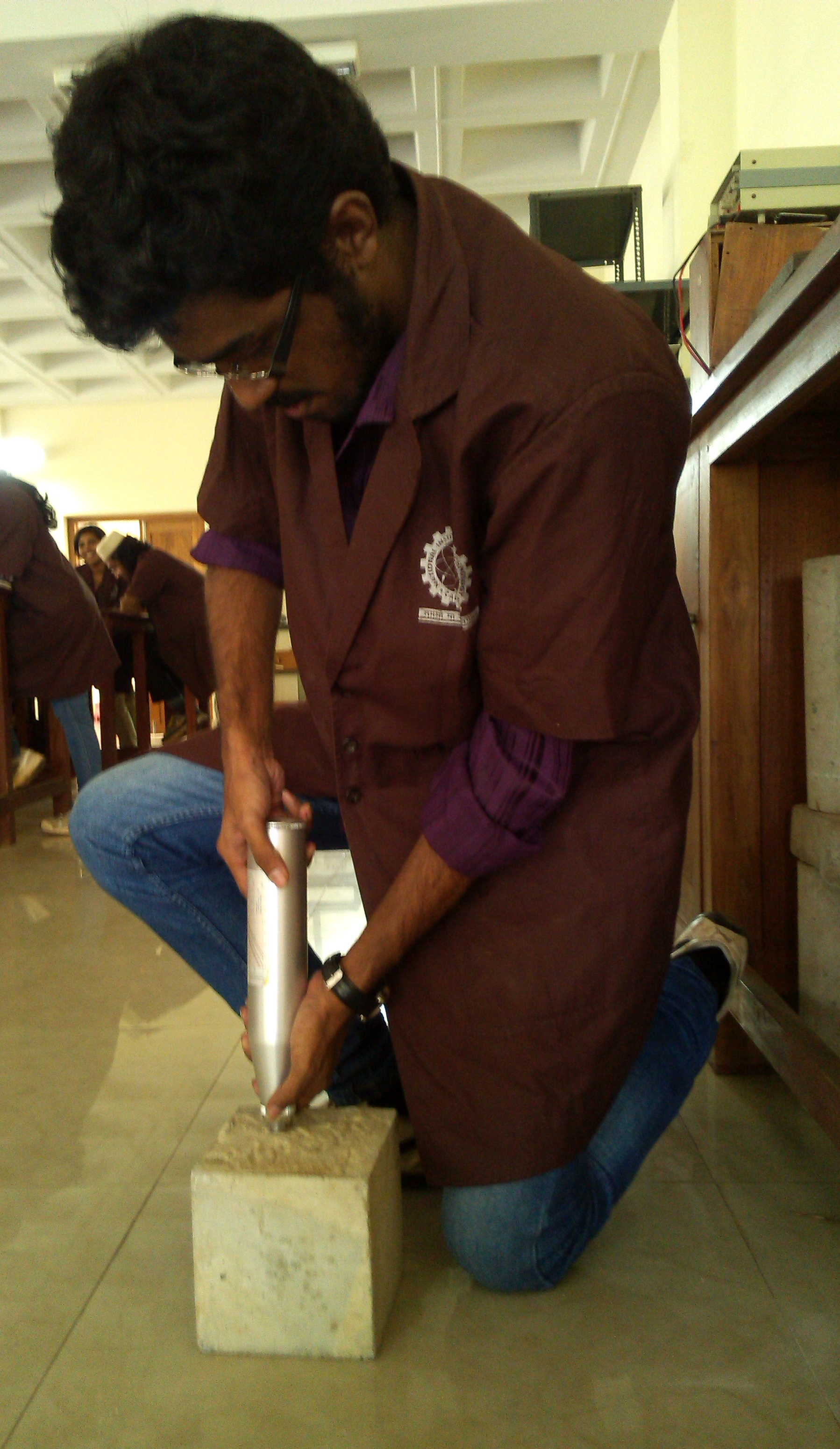
انجام آزمایش مقاومت فشاری تک‌محوری بر روی بلوک بتن

## ویژگی‌ها
چکش اشمیت آزمونی غیر مخرب برای برآورد ویژگی‌های فیزیکی و مکانیکی بتن و سنگ است. به خاطر دقت، صرفه اقتصادی و جابجایی آسان، چکش اشمیت می‌تواند در هر دو بخش صحرایی و آزمایشگاهی بکار رود.

## کارکرد
اساس مسئله ضربه و برگشت مربوط به تئوری گسترش موج است. هنگامی که جسمی به سطحی برخورد می‌کند موج فشاری پدید می‌آید. واکنش این موج فشاری، یک موج واجهشی است. نسبت دامنه این دو موج با عدد بازگشت و در نتیجه با مقاومت فشاری، مقاومت خمشی، و مدول یانگ، همبستگی دارد.

## گونه‌ها
از میان گونه‌های چکش اشمیت، دو گونه L و N با انرژی ضربه‌ای به ترتیب ۰/۷۳۵ و ۲/۲۰۷ نیوتن‌متر، بیشترین کاربرد را در تعیین خصوصیات فیزیکی و مکانیکی سنگ دارند. یکی از خصوصیات مکانیکی قابل  پیش‌بینی با چکش اشمیت، تعیین مقاومت فشاری تک‌محوری بتن و سنگ است. گونه چکش اشمیت، با توجه به اختلاف در مقدار انرژی ضربه‌ای، می‌تواند در اندازه دقت این پیش‌بینی، مؤثر باشد.
چکش نوع L برای آزمون مواد نرم‌تر مانند سنگ‌هایی که بین ۲۰ تا ۱۵۰ مگاپاسکال مقاومت فشاری تک‌محوری دارند استفاده می‌شود. اما دامنه درست استفاده از این نوع چکش هنوز نامعلوم و مورد بحث است.

## استاندارد
ای‌اس‌تی‌ام بین‌الملل راهنمای استفاده از چکش اشمیت با کد C805 برای بتن و D5873 برای سنگ ارائه کرده است.     